# قواق سفلی (ماه‌نشان)
قواق سفلی یک منطقهٔ مسکونی در ایران است که در شهرستان ماه‌نشان استان زنجان واقع شده‌است. قواق سفلی ۵۳۷ نفر جمعیت دارد.